# 塔甘卡區
塔甘卡区（俄语：Тага́нский райо́н）是莫斯科中央行政区中的一个区，位于莫斯科河和亞烏扎河之间，在城市历史中心扎里亚季耶和中国城的东部和东南部，面积8.01平方公里，2010年人口116,744。境內有藝術家公寓以及救世主新修道院。